# Stomorhina apta
Stomorhina apta är en tvåvingeart som beskrevs av Charles Howard Curran 1931. Stomorhina apta ingår i släktet Stomorhina och familjen Rhiniidae. Inga underarter finns listade i Catalogue of Life.